# آدلهاید
آدلهاید (انگلیسی: Adelheid) فیلمی در ژانر درام است که در سال ۱۹۶۹ منتشر شد.

## خلاصه فیلم
پس از جنگ جهانی دوم، یک سرباز سابق اهل چک مسئول عمارتی که سابقاً در اختیار یک خانواده آلمانی بود را به‌دست می‌گیرد.او عاشق دختر خانواده که اینک خدمتکار خانه است می‌شود اما متوجه می‌شود که او به برادر آلمانی خود پناه داده است و...